# Bataille de Merckem
 (avril 2017).
Si vous disposez d'ouvrages ou d'articles de référence ou si vous connaissez des sites web de qualité traitant du thème abordé ici, merci de compléter l'article en donnant les références utiles à sa vérifiabilité et en les liant à la section « Notes et références ».
Première Guerre mondiale
Batailles
Front d'Europe de l’Ouest
- Liège (8-1914)
- Namur (8-1914)
- Frontières (8-1914)
- Anvers (9-1914)
- Grande Retraite (9-1914)
- Marne (9-1914)
- Course à la mer (9-1914)
- Yser (10-1914)
- Messines (10-1914)
- Ypres (10-1914)
- Givenchy (12-1914)
- 1re Champagne (12-1914)
- Hartmannswillerkopf (1-1915)
- Neuve-Chapelle (3-1915)
- 2e Ypres (4-1915)
- Colline 60 (4-1915)
- Artois (5-1915)
- Festubert (5-1915)
- Quennevières (6-1915)
- Linge (7-1915)
- 2e Artois (9-1915)
- 2e Champagne (9-1915)
- Loos (9-1915)
- Verdun (2-1916)
- Redoute Hohenzollern (3-1916)
- Hulluch (4-1916)
- 1re Somme (7-1916)
- Fromelles (7-1916)
- Arras (4-1917)
- Vimy (4-1917)
- Chemin des Dames (4-1917)
- 3e Champagne (4-1917)
- 2e Messines (6-1917)
- Passchendaele (7-1917)
- Cote 70 (8-1917)
- 2e Verdun (8-1917)
- Malmaison (10-1917)
- Cambrai (11-1917)
- Bombardements de Paris (1-1918)
- Offensive du Printemps (3-1918)
- Lys (4-1918)
- Aisne (5-1918)
- Bois Belleau (6-1918)
- 2e Marne (7-1918)
- 4e Champagne (7-1918)
- Château-Thierry (7-1918)
- Le Hamel (7-1918)
- Amiens (8-1918)
- Cent-Jours (8-1918)
- 2e Somme (9-1918)
- Bataille de la ligne Hindenburg
- Meuse-Argonne (10-1918)
- Cambrai (10-1918)

Front italien
Front d'Europe de l’Est
Front des Balkans
Front du Moyen-Orient
Front africain
Bataille de l'Atlantique
La bataille de Merckem (néerlandais : Slag om Merkem ou aussi néerlandais : Slag bij De Kippe) fut une bataille de la Première Guerre mondiale qui eut lieu près du village belge de Merkem. Elle opposa les troupes belges aux troupes allemandes le 17 avril 1918 après quatre ans de conflit. Le but de l'attaque allemande était de reprendre aux Belges le village de Merkem. L'attaque fut repoussée par les Belges et à la fin de la journée et bien que les positions d'avant l'assaut furent conservées, ce succès fut important pour le moral des troupes belges.

## Contexte
Après l'invasion des troupes allemandes en Belgique le 4 août 1914, il fallut deux mois avant que les combats atteignent Merkem. Au début du mois de septembre, arrivent les premiers réfugiés au village. Apparaissent également les premiers éclaireurs à cheval allemands, ceux que l'on surnomme à l'époque les uhlans. L'afflux de réfugiés croit et après la chute d'Anvers le 10 octobre 1914, un grand nombre de soldats belges et français arrivent au village. Les Belges prennent position à Drie Grachten (nl), un des hameaux et les français restent occuper le village. Le 17 octobre 1914, les Belges, Français et Britanniques lancent une grande offensive à partir de leurs positions sur l'Yser mais ils doivent vite reculer.

## Prise de Merkem par les troupes allemandes
Le 20 octobre 1914, les Allemands atteignent Merkem. Les Français avaient entretemps creusé des tranchées à Drie Grachten. Les Belges se trouvaient sur leur flanc à hauteur du pont de Knokke. Les Allemands auraient pu atteindre le hameau de Luigem (nl), défendu par le 1er régiment de zouaves, mais à la suite de l'inondation de la vallée de l'Yser et aux marécages de Merkem, ils durent se retirer rapidement.
Après une série d'attaques allemandes, les Belges durent abandonner leur poste de Drie Grachten le 9 avril 1915. Jusqu'en 1917, la ligne de front resta inchangée et les Allemands fortifièrent leur position de Drie Grachten. Les Allemands ne s'attendaient pas à une forte opposition de la part des Belges et firent garder le poste par des soldats âgés ou fatigués.

## Reprise par les troupes belges et françaises
Le 11 juillet 1917, les Français reprennent les positions des Belges près de Merkem. D'août 1917 à avril 1918, au début de la troisième bataille d'Ypres, les Français lancent plusieurs attaques pour reprendre Merkem. Les Britanniques et les Français voulaient pendant cette bataille faire une percée. Ils espéraient, à partir de Merkem, reprendre les hauteurs de Klerken et le bois de Houthulst et, de là, rejoindre la côte belge occupée. Bien qu'ils ne purent jamais atteindre le bois d'Houthulst, les Français purent pénétrer dans Drie Grachten le 16 août 1917. Fin octobre, le village de Merkem fut également repris. L'hiver 1917-1918 fut dur et éprouvant pour les Belges qui comptèrent de nombreuses pertes à la suite des attaques continuelles des Allemands.

## Bataille de Merkem
Le 17 avril 1918 à 8 h du matin, un quartier de Merkem, De Kippe, fut pris par les Allemands supérieurs en nombre et après une courte préparation d'artillerie. Les Belges se replièrent sur la Ferme des aviateurs et la Ferme Guêpe. Vers 10 h, les Belges lancèrent une contre-attaque et, à 13 h 30, De Kippe était repris. Les postes des hameaux d'Aschoop, Jezuïtengoed et Verte étaient entretemps également pris par les Allemands. Les Belges furent contraints de se retirer sur Langewaede et le Corverbeek. Dans l'après-midi, les Belges reprennent progressivement le dessus et font 789 prisonniers. Vers 21 h 30, les Allemands battent retraite signifiant par la même occasion la fin des combats. Bien qu'au final chacun conserva ses positions, la défense de Merkem fut une victoire importante pour les Belges. Jamais auparavant, ils n'avaient battu aussi clairement les Allemands.

## Après la bataille
Après l'affrontement du 17 avril 1918, les troupes belges reprennent l'initiative des combats et commencent à lancer des attaques sur les positions allemandes. Succès après succès, les Belges semblent reprendre la main les 3 et 4 septembre. Le 28 septembre 1918, l'artillerie belge pilonne les positions allemandes trois heures durant puis l'infanterie s'avance et reprend quelques heures plus tard le bois d'Houtulst.